# تامير لينهارت
تامير لينهارت (بالإنجليزية: Tamir Linhart)‏ هو لاعب كرة قدم أمريكي في مركز الوسط، ولد في 18 نوفمبر 1968 في تل أبيب في إسرائيل. لعب مع هبوعيل تل أبيب ‏.